# Villa Rosario
Villa Rosario è un comune (corregimiento) della Repubblica di Panama situato nel distretto di Capira, provincia di Panama. Si estende su una superficie di 26 km² e conta una popolazione di 4.496 abitanti (censimento 2010).